# Ільченко Іван Кирилович
Іва́н Кири́лович І́льченко (травень 1909, Російська імперія — ?) — український радянський діяч у галузі сільського господарства, заслужений агроном Української РСР (6.10.1967).

## Життєпис
Освіта вища. Член ВКП(б).
У травні 1950 — квітні 1953 року — заступник міністра сільського господарства Української РСР. У квітні — грудні 1953 року — заступник міністра сільського господарства Української РСР — начальник Головного управління землеробства Міністерства сільського господарства УРСР.
У січні 1954 — липні 1956 року — заступник голови Держплану Української РСР.
У липні 1956 — лютому 1959 року — заступник міністра сільського господарства Української РСР із землеробства — начальник Головного управління землеробства Міністерства сільського господарства УРСР.
У листопаді 1961 — березні 1965 року — заступник міністра сільського господарства Української РСР.
З березня 1965 — після 1969 року — начальник Головного управління із виробництва зерна, олійних культур та загальних питань землеробства Міністерства сільського господарства УРСР — член колегії Міністерства сільського господарства УРСР.
Подальша доля невідома.

## Нагороди
- орден Трудового Червоного Прапора (26.02.1958)
- ордени
- медалі
- Почесна грамота Президії Верховної Ради Української РСР (20.05.1969)
- Заслужений агроном Української РСР (6.10.1967)